# سرباز (فیلم ۱۹۸۲)
سرباز (به انگلیسی: The Soldier) یک فیلم اکشن، جنگی و دلهره‌آور آمریکایی واقع در جنگ سرد محصول سال ۱۹۸۲ به نویسندگی، کارگردانی و تهیه کنندگی جیمز گلیکنهاوس است. در این فیلم بازیگرانی چون کن وال، آلبرتا واتسون، ویلیام پرینس، ژواکیم دی آلمیدا و. کلاوس کینسکی حضور دارند. این فیلم در فیلادلفیا و شهر نیویورک، برلین غربی و اسرائیل فیلمبرداری شد. سکانس اسکی در سن آنتون آرلبرگ در اتریش فیلمبرداری شده‌است. موسیقی اصلی توسط گروه الکترونیکی آلمانی تنجرین دریم ساخته و اجرا شد.

## داستان
تروریست‌ها  بمبی را کار گذاشته و تهدید کرده‌اند که آن را در مراکز نفتی عربستان منفجر خواهند کرد. گروهی ضد تروریستی برای جلوگیری از این فاجعه اعزام می‌شوند.